# Нокаті (Флорида)
Нокаті (англ. Nocatee) — переписна місцевість (CDP) в США, в окрузі Сент-Джонс штату Флорида. Населення — 22 503 особи (2020).

## Географія
Нокаті розташоване за координатами 30°5′19″ пн. ш. 81°24′34″ зх. д. / 30.08861° пн. ш. 81.40944° зх. д. (30.088524, -81.409439).  За даними Бюро перепису населення США в 2010 році переписна місцевість мала площу 70,68 км², з яких 68,39 км² — суходіл та 2,29 км² — водойми.

## Демографія
Згідно з переписом 2010 року, у переписній місцевості мешкали 4524 особи в 1516 домогосподарствах у складі 1260 родин. Густота населення становила 64 особи/км².  Було 1705 помешкань (24/км²).
Расовий склад населення:
| - 87,7 % — білих - 4,0 % — чорних або афроамериканців - 3,7 % — азіатів - 0,2 % — вихідців з тихоокеанських островів - 0,1 % — корінних американців - 1,0 % — осіб інших рас |

До двох чи більше рас належало 3,4 %. Частка іспаномовних становила 7,6 % від усіх жителів.
За віковим діапазоном населення розподілялося таким чином: 32,6 % — особи молодші 18 років, 59,8 % — особи у віці 18—64 років, 7,6 % — особи у віці 65 років та старші. Медіана віку мешканця становила 35,8 року. На 100 осіб жіночої статі у переписній місцевості припадало 92,5 чоловіків;  на 100 жінок у віці від 18 років та старших — 89,4 чоловіків також старших 18 років.
Середній дохід на одне домашнє господарство  становив 106 690 доларів США (медіана — 85 632), а середній дохід на одну сім'ю — 114 228 доларів (медіана — 94 904). За межею бідності перебувало 4,5 % осіб, у тому числі 3,6 % дітей у віці до 18 років та 8,4 % осіб у віці 65 років та старших.
Цивільне працевлаштоване населення становило 2886 осіб. Основні галузі зайнятості: освіта, охорона здоров'я та соціальна допомога — 22,3 %, фінанси, страхування та нерухомість — 19,5 %, виробництво — 14,7 %, науковці, спеціалісти, менеджери — 11,8 %.